# Fiat iustitia et pereat mundus

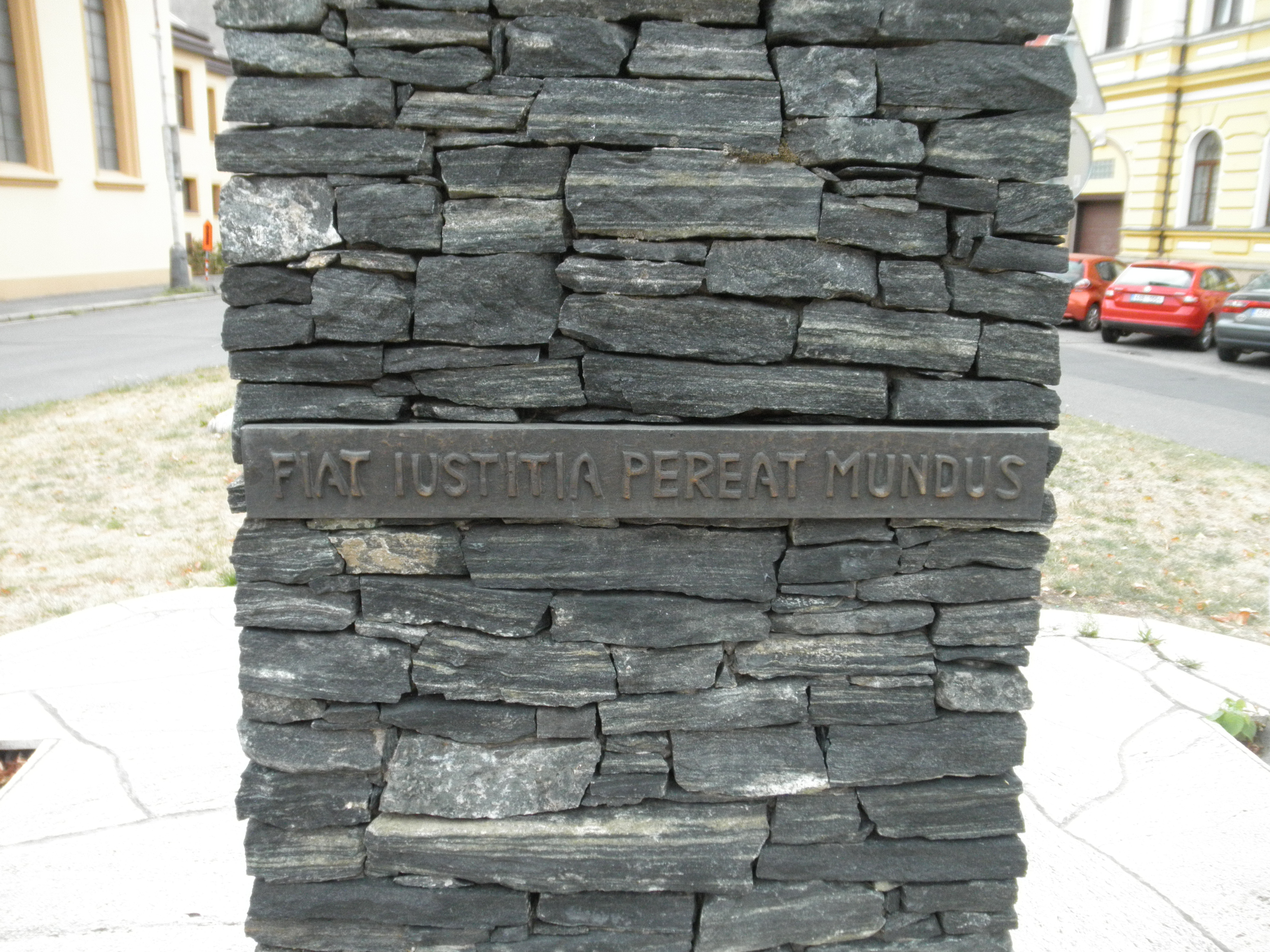
Fiat iustitia pereat mundus in Kolín

Fiat iustitia et pereat mundus ist ein lateinisches Rechtssprichwort, das häufig mit Es soll Gerechtigkeit geschehen, und gehe die Welt darüber zugrunde übersetzt wird. Der Ausspruch unterliegt während seiner Verwendung unterschiedlichen Bedeutungen und Auslegungen und unterliegt noch heute keiner einhelligen Auffassung.
Der Satz kann auch ironisch in dem Sinne zitiert werden, um eine Rechtsauffassung und Rechtspraxis zu kritisieren, die die Bewahrung der Rechtsprinzipien um jeden Preis – auch zum Schaden der Gesellschaft – durchzusetzen gewillt ist (entgegen der Epikie).

## Herkunft und Wirkungsgeschichte
Die erste Bezeugung wird Papst Hadrian VI. (1459–1523) entlehnt. Dieser hatte nach den Tagebuchaufzeichnungen des venezianischen Historikers und Schriftstellers Marin Sanudo unmittelbar nach Antritt des Papstamtes auf die Bitte um Gnade für einen des Mordes Beschuldigten aus einer römischen Patrizierfamilie geantwortet: „absolutiones ab homicidio non dantur nisi magna ex causa, et nisi auditis qui se laesos praetendunt, et ideo volumus audire utramque partem, quia animus noster est ut fiat justitia et pereat mundus.“ (Dt. „Freisprüche von Mord werden nur gewährt, wenn der Grund bedeutsam ist, und nur, wenn die angehört wurden, die behaupten, den Schaden zu haben, und daher wollen wir beide Seiten anhören, da unsere Gesinnung ist, es solle Gerechtigkeit geschehen, mag auch die Welt untergehen.“) 
Bedeutung hat der Satz auch als Wahlspruch des Kaisers Ferdinand I. (1503–1564). Er überliefert und charakterisiert eine Haltung, die sich Recht um jeden Preis verschaffen will. In dieser Bedeutung wird der Satz auch heute zumeist verstanden, d. h. als eine Maxime, die um der Gerechtigkeit willen selbst den Weltuntergang in Kauf nimmt. Ein ähnlicher Spruch diesbezüglich ist Fiat iustitia, ruat caelum („Der Gerechtigkeit soll Genüge geleistet werden und wenn der Himmel einstürzt“).
König Friedrich Wilhelm I. in Preußen (1688–1740) schrieb, als er das mildere Urteil gegen Hans Hermann von Katte in ein Todesurteil umwandelte: er sei „auch die Schule durchgegangen und (habe) das Sprichwort gelernt: Fiat iustitia aut pereat mundus.“ Dies kehrt das Wort ins Gegenteil um: wenn keine Gerechtigkeit geschieht, geht die Welt unter.
Heinrich von Kleist griff das Motiv 1808 in der Novelle Michael Kohlhaas auf.
Hannah Arendt beschäftigte sich in Wahrheit und Politik mit dem Sprichwort und nahm sogleich eine Abwandlung vor: „Fiat veritas, et pereat mundus“ – Es herrsche Wahrheit, möge auch die Welt darüber zugrunde gehen.

## Weitere Übersetzungen und Variationen
- Martin Luther übersetzte in einer Predigt vom 10. Mai 1535: Es geschieht, was recht ist, und solt die welt drob vergehen.
- Immanuel Kant übertrug: Es herrsche Gerechtigkeit, die Schelme in der Welt mögen auch insgesamt daran zugrunde gehen.[9]
- Detlef Liebs interpretiert: Die Justiz nimmt ihren Lauf und der Übermut geht unter.[10]